# Список глав правительства Барбадоса
Список глав правительства Барбадоса включает в себя руководителей правительства Барбадоса со времени создания в стране в 1954 году кабинета, ответственного перед существовавшим в тот период Законодательным собранием. В настоящее время правительство возглавляет премье́р-мини́стр Барба́доса (англ. Prime Minister of Barbados), чьё положение в системе государственной власти определяет конституция, вступившая в силу 30 ноября 1966 года (с последующими изменениями, включая акт 2021 года, изменивший форму правления с монархической на республиканскую). Глава правительства является лидером партии, имеющей большинство в Палате собрания (англ. House of Assembly) двухпалатного парламента. Палата состоит из 30 депутатов, избираемых на срок 5 лет прямыми выборами по одномандатным округам; этим электоральным периодом определяется срок полномочий правительства, ограничений для повторного формирования кабинета при сохранении парламентского большинства не установлено.
Применённая в первом столбце таблиц нумерация является условной. Также условным является использование в первых столбцах цветовой заливки, служащей для упрощения восприятия принадлежности лиц к различным политическим силам без необходимости обращения к столбцу, отражающему партийную принадлежность. В столбце «Выборы» отражены состоявшиеся выборные процедуры, сформировавшие состав парламента, поддерживающий главу правительства.

## Премьеры Барбадоса (колония, 1953—1966)

Флаг (1870—1966)

Премьер Барбадоса (англ. Premier of Barbados) — в колонии Великобритании Барбадос — глава правительства, которому принадлежала исполнительная власть, значительно ограниченная полномочиями лондонского правительства Её Величества, следующими из конституционного обычая. Пост приобрёл значение главы ответственного правительства в 1961 году, с обретением колонией полного внутреннего самоуправления, при этом в стране сложилась существующая поныне устойчивая двухпартийная система, когда Барбадосская лейбористская партия и Демократическая лейбористская партия получают парламентское большинство и право формирования кабинета чередуясь каждые несколько электоральных циклов, имея возможность реализовывать положения своих политических программ.
С 3 января 1958 года до 31 мая 1962 года страна входила в состав Федерации Вест-Индии. Премьер Барбадоса Сэр Грэнтли Герберт Адамс, выдвинутый Вест-Индской федеральной лейбористской партией, победившей на состоявшихся 31 мая 1962 года федеральных парламентских выборах, стал первым (и единственным) премьер-министром федерации, передав пост главы правительства Барбадоса Хью Гордону Хилвестре Каммингсу.
|          | Портрет | Имя (годы жизни)                                                              | Полномочия     | Полномочия     | Партия                               | Выборы        | Пр.                  |
| Начало   | Портрет | Имя (годы жизни)                                                              | Окончание      |                | Партия                               | Выборы        | Пр.                  |
| -------- | ------- | ----------------------------------------------------------------------------- | -------------- | -------------- | ------------------------------------ | ------------- | -------------------- |
| 1 (I—II) |         | Сэр Грэнтли Герберт Адамс (1898—1971) англ. Grantley Herbert Adams            | 1 февраля 1954 | 17 апреля 1958 | Барбадосская лейбористская партия    | 1951          | [ 8 ] [ 9 ] [ 10 ]   |
| 1 (I—II) | 1956    | Сэр Грэнтли Герберт Адамс (1898—1971) англ. Grantley Herbert Adams            | 1 февраля 1954 | 17 апреля 1958 | Барбадосская лейбористская партия    |               | [ 8 ] [ 9 ] [ 10 ]   |
| 2        |         | Хью Гордон Хилвестра Каммингс (1891—1970) англ. Hugh Gordon Hylvestra Cummins | 17 апреля 1958 | 8 декабря 1961 | Барбадосская лейбористская партия    | [ 11 ] [ 12 ] |                      |
| 3 (I)    |         | Эррол Уолтон Бэрроу (1920—1987) англ. Errol Walton Barrow                     | 8 декабря 1961 | 30 ноября 1966 | Демократическая лейбористская партия | 1961          | [ 13 ] [ 14 ] [ 15 ] |

## Королевство (1966—2021)

Флаг (с 1966)

После провозглашения независимости страны в структуре монархии Барбадоса премьер-министр Барбадоса (англ. Prime Minister of Barbados) являлся главой правительства и обладал исполнительными полномочиями власти монарха, который по всем вопросам барбадосского государства советовался исключительно с министрами правительства Барбадоса. Представляющий монарха генерал-губернатор назначался по совету премьер-министра; назначение премьер-министром лица, имеющего наилучшие шансы получить парламентскую поддержку, являлось прерогативой самого генерал-губернатора, а не представляемого им монарха. Титул правящей королевы Барбадоса Елизаветы II менялся; в период с 30 ноября 1966 года до 4 мая 1967 года он был Елизавета Вторая, Милостью Божьей, Королева Соединённого Королевства Великобритании и Северной Ирландии, и других её королевств и территорий, Глава Содружества, Защитница веры (англ. Elizabeth the Second, by the Grace of God, of the United Kingdom of Great Britain and Northern Ireland and of Her other Realms and Territories Queen, Head of the Commonwealth, Defender of the Faith), затем до 30 ноября 2021 года — Елизавета Вторая, Милостью Божьей, Королева Барбадоса и других её королевств и территорий, Глава Содружества (англ. Elizabeth the Second, by the Grace of God, Queen of Barbados and of Her other Realms and Territories, Head of the Commonwealth).
|            | Портрет | Имя (годы жизни) | Полномочия      | Полномочия      | Партия                               | Выборы        | Пр.                  |
| Начало     | Портрет | Имя (годы жизни) | Окончание       |                 | Партия                               | Выборы        | Пр.                  |
| ---------- | ------- | --- | --------------- | --------------- | ------------------------------------ | ------------- | -------------------- |
| 3 (II—III) |         | Эррол Уолтон Бэрроу (1920—1987) англ. Errol Walton Barrow                                                                     | 30 ноября 1966  | 8 сентября 1976 | Демократическая лейбористская партия | 1966          | [ 13 ] [ 14 ] [ 15 ] |
| 3 (II—III) | 1971    | Эррол Уолтон Бэрроу (1920—1987) англ. Errol Walton Barrow                                                                     | 30 ноября 1966  | 8 сентября 1976 | Демократическая лейбористская партия |               | [ 13 ] [ 14 ] [ 15 ] |
| 4 (I—II)   |         | Джон Майкл Джеффри Маннингэм Адамс (1931—1985) англ. Jon Michael Geoffrey Manningham Adams изв. как Том Адамс англ. Tom Adams | 8 сентября 1976 | 11 марта 1985   | Барбадосская лейбористская партия    | 1976          | [ 17 ] [ 18 ] [ 19 ] |
| 4 (I—II)   | 1981    | Джон Майкл Джеффри Маннингэм Адамс (1931—1985) англ. Jon Michael Geoffrey Manningham Adams изв. как Том Адамс англ. Tom Adams | 8 сентября 1976 | 11 марта 1985   | Барбадосская лейбористская партия    |               | [ 17 ] [ 18 ] [ 19 ] |
| 5          |         | Сэр Харольд Бернард Сент-Джон (1931—2004) англ. Harold Bernard St. John                                                       | 11 марта 1985   | 29 мая 1986     | Барбадосская лейбористская партия    | [ 20 ] [ 21 ] |                      |
| 3 (IV)     |         | Эррол Уолтон Бэрроу (1920—1987) англ. Errol Walton Barrow                                                                     | 29 мая 1986     | 1 июня 1987     | Демократическая лейбористская партия | 1986          | [ 13 ] [ 14 ] [ 15 ] |
| 6          |         | Сэр Ллойд Эрскин Сэндифорд (1937—2023) англ. Lloyd Erskine Sandiford                                                          | 1 июня 1987     | 7 сентября 1994 | Демократическая лейбористская партия | 1991          | [ 22 ] [ 23 ] [ 24 ] |
| 7 (I—III)  |         | Оуэн Сеймур Артур (1949—2020) англ. Owen Seymour Arthur                                                                       | 7 сентября 1994 | 16 января 2008  | Барбадосская лейбористская партия    | 1994          | [ 25 ] [ 26 ] [ 27 ] |
| 7 (I—III)  | 1999    | Оуэн Сеймур Артур (1949—2020) англ. Owen Seymour Arthur                                                                       | 7 сентября 1994 | 16 января 2008  | Барбадосская лейбористская партия    |               | [ 25 ] [ 26 ] [ 27 ] |
| 7 (I—III)  | 2003    | Оуэн Сеймур Артур (1949—2020) англ. Owen Seymour Arthur                                                                       | 7 сентября 1994 | 16 января 2008  | Барбадосская лейбористская партия    |               | [ 25 ] [ 26 ] [ 27 ] |
| 8          |         | Дэвид Джон Ховард Томпсон (1961—2010) англ. David John Howard Thompson                                                        | 16 января 2008  | 23 декабря 2010 | Демократическая лейбористская партия | 2008          | [ 28 ] [ 29 ] [ 30 ] |
| 9 (I—II)   |         | Фрейндель Джером Стюарт (1951—) англ. Freundel Jerome Stuart                                                                  | 23 декабря 2010 | 25 мая 2018     | Демократическая лейбористская партия | 2008          | [ 31 ] [ 32 ] [ 33 ] |
| 9 (I—II)   | 2013    | Фрейндель Джером Стюарт (1951—) англ. Freundel Jerome Stuart                                                                  | 23 декабря 2010 | 25 мая 2018     | Демократическая лейбористская партия |               | [ 31 ] [ 32 ] [ 33 ] |
| 10         |         | Миа Амор Моттли (1965—) англ. Mia Amor Mottley                                                                                | 25 мая 2018     | 30 ноября 2021  | Барбадосская лейбористская партия    | 2018          | [ 34 ] [ 35 ]        |

## Республика (с 2021)
В результате конституционной реформы 2021 года, изменившей форму правления с монархической на республиканскую, последний генерал-губернатор Дама Сандра Прунелла Мейсон была избрана парламентом первым президентом страны, с прекращением 30 ноября 2021 года полномочий королевы как главы государства, при этом полномочия кабинета, возглавляемого премьер-министром Барбадоса (англ. Prime Minister of Barbados) в системе исполнительной власти, были сохранены.
|        | Портрет | Имя (годы жизни)                               | Полномочия     | Полномочия  | Партия                            | Выборы | Пр.           |
| Начало | Портрет | Имя (годы жизни)                               | Окончание      |             | Партия                            | Выборы | Пр.           |
| ------ | ------- | ---------------------------------------------- | -------------- | ----------- | --------------------------------- | ------ | ------------- |
| 10     |         | Миа Амор Моттли (1965—) англ. Mia Amor Mottley | 30 ноября 2021 | действующий | Барбадосская лейбористская партия | (2018) | [ 34 ] [ 35 ] |